# الباجرة (السبرة)

تعديل مصدري - تعديل

الباجرة محلة تابعة لقرية خيران، التابعة لعزلة زبيد بمديرية السبرة إحدى مديريات محافظة إب في الجمهورية اليمنية.، بلغ تعداد سكانها 51 حسب تعداد اليمن لعام 2004.